# مات هايد
مات هايد (بالإنجليزية: Matt Hyde)‏ هو ملحن ومهندس الصوت ومنتج أسطوانات ومهندس أمريكي، ولد في 19 يونيو 1964.

## وصلات خارجية
- الموقع الرسمي
- مات هايد على موقع ميوزك برينز (الإنجليزية)
- مات هايد على موقع أول ميوزيك (الإنجليزية)
- مات هايد على موقع ديسكوغز (الإنجليزية)
- مات هايد على موقع ديسكوغز (الإنجليزية)